# Princess Royal Harbour
Le Princess Royal Harbour est une baie de l'océan Indien formée par la côte sud de l'Australie-Occidentale, en Australie. Il est lui-même situé au fond d'une autre baie plus vaste, le King George Sound. Il abrite le centre-ville d'Albany.